# USA's uafhængighedserklæring
Den amerikanske uafhængighedserklæring (engelsk Declaration of Independence), formelt med overskriften Den enstemmige Deklaration af Amerikas tretten forenede Stater (engelsk The unanimous Declaration of the thirteen united States of America) (i en forstørret udgave, ikke i den oprindelige trykning) blev udstedt den 4. og 5. juli 1776 i Philadelphia, over et år efter at Den Amerikanske Uafhængighedskrig var brudt ud mod Kongeriget Storbritannien, på initiativ af blandt andre Thomas Jefferson fra Virginia. I krigen mod Kongeriget Storbritannien deltog fra 1765 – 1775 de tretten kolonier, fra 1775 – 1781 de forenede kolonier og fra 1781 – 1783 de forenede stater. Erklæringen, som alle kolonierne stod bag, blev forberedt af den såkaldte Fem-mandskomite. Underskrivelsen fandt sted den 2. august 1776. Personerne, der underskrev uafhængighedserklæringen, repræsenterede de 13 britiske kolonier, som senere blev til de første 13 delstater i USA, her nævnt i samme rækkefølge som delstaterne blev oprettet: 1. Delaware. 2. Pennsylvania. 3. New Jersey. 4. Georgia. 5. Connecticut. 6. Massachusetts. 7. Maryland. 8. South Carolina. 9. New Hampshire. 10. Virginia. 11. New York. 12. North Carolina. 13. Rhode Island.[kilde mangler]
I alt underskrev 56 politikere uafhængighedserklæringen; John Hancock var den første, der underskrev. Han gjorde det som formand (President) for den kontinentale kongres. Han var fra Massachusetts.
Dette var en af flere kongresser, hvor mødedeltagerne fra de britiske kolonier og derefter de selvstændige delstater underskrev de nævnte dokumenter: i 1774 (5. september) (Continental Association (CA)), 1776 (Declaration of Independence (DI)), 1777 (Articles of Confederation (AC)) og 1787 (United States Constitution (USC)). Roger Sherman fra Connecticut, som sad i Fem-mands Komiteen, var medunderskriver af alle disse fire aftaler.
Ifølge uafhængighedserklæringen betragtede de engelske kolonier i Nordamerika sig herefter som frie og uafhængige stater. Som væsentlig bestanddel indeholdt uafhængighedserklæringen som indledning en erklæring om menneskerettighederne.
Årsdagen for uafhængighedserklæringen, 4. juli, er USA's nationaldag, kaldet Uafhængighedsdagen.
Articles of Confederation and Perpetual Union trådte i kraft den 1. marts 1781 og oprettede formelt USA og tjente som USA's første forfatning, før USA's forfatning trådte i kraft 4. marts 1789, fordi nogle delstater hellere ville have en føderation, forbundsstat, med en central- (føderal) regering, end en konføderation, et statsforbund, med en fælles regering (engelsk general government). En aftale om et fast samarbejde (engelsk Association) mellem de oprindelige britiske kolonier går tilbage til 20. oktober 1774 med ikrafttræden 1. december 1774, hvor kolonierne med undtagelse af Georgia gik sammen i en aftale om at boykotte den britiske kolonimagt pga. for høje skatter og afgifter på bl.a. te. Udsendinge fra Georgia var med fra 20. juli 1775 i samarbejdet mod kolonimagten. Møderne i Continental Congress (første kongres (mødeperiode) i 1774, anden kongres fra 1775 til 1881) foregik i Philadelphia, hvor politikerne arbejdede for selvstændighed fra den britiske kolonimagt.
Den 4. marts 1789 begyndte præsidentperioden for statsoverhovedet, USA's første præsident fra 1789 til 1797, George Washington. Han aflagde ed som præsident for den nye republik den 30. april 1789. Han sad til 4. marts 1797. De følgende præsidenter var USA.'s første vicepræsident, John Adams, som var præsident fra 1797 til 1801, og derefter tidligere vicepræsident Thomas Jefferson, præsident fra 1801 til 1809, efterfulgt af tidligere udenrigsminister, James Madison, præsident fra 1809 til 1817. Derefter fulgte tidligere udenrigsminister, James Madison, som var præsident fra 1817 til 1825, hvorefter sønnen af USA's anden præsident, John Adams, John Quincy Adams, tidligere udenrigsminister, blev USA's sjette præsident fra 1825 til 1829. De første fem præsidenter var en del af USA's Founding Fathers, som var medunderskrivere på alle eller nogle af de dokumenter (DI (1776);AC (1777);USC (1787)), der førte til oprettelsen af USA. Hermed var USA som selvstændig stat veletableret. 24 politikere blandt Founding Fathers var også medunderskrivere af CA fra 1774.
Parisaftalen i 1783 endte formelt USA's uafhængighedskrig mod Kongeriget Storbritannien.